# Zieleniak zmienny

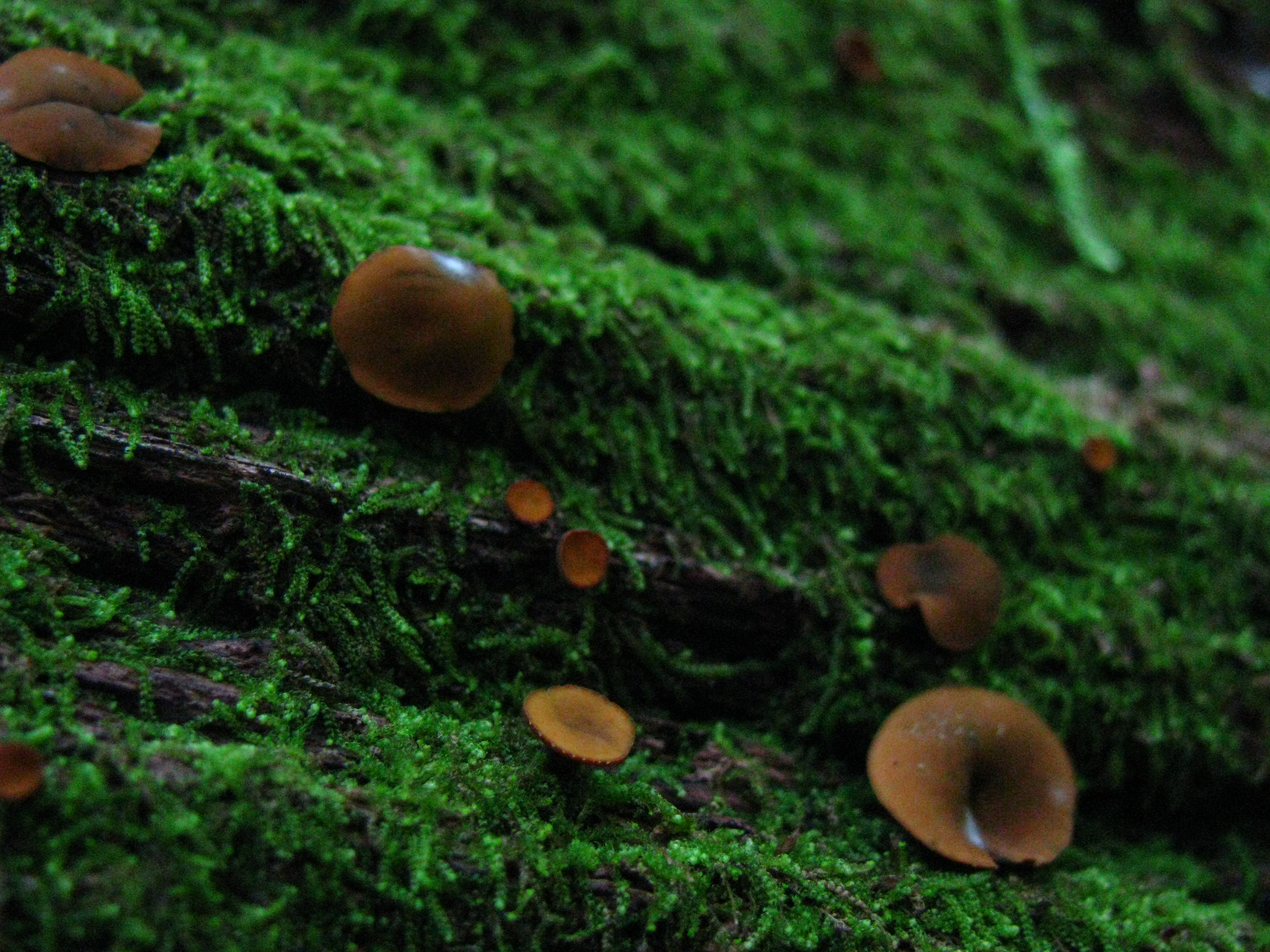

Zieleniak zmienny (Chlorencoelia versiformis (Pers.) J.R. Dixon) – gatunek grzybów z rodziny Cenangiaceae.

## Systematyka
Pozycja w klasyfikacji według Index Fungorum: Chlorencoelia, Cenangiaceae, Helotiales, Leotiomycetidae, Leotiomycetes, Pezizomycotina, Ascomycota, Fungi.
Po raz pierwszy opisał go w 1798 r. Christiaan Hendrik Persoon nadając mu nazwę Peziza versiformis. Obecną, uznaną przez Index Fungorum nazwę, nadał mu John R. Dixon w 1975 r.
Ma 11 synonimów. Niektóre z nich:
- Chlorociboria versiformis (Pers.) Seaver 1936
- Chlorosplenium versiforme (Pers.) P. Karst. 1870
- Midotis versiformis (Pers.) Seaver 1951[2].

## Morfologia
Owocniki
Występujące gromadnie oliwkowożółte apotecja (miseczki) o średnicy do 2 cm, często asymetryczne. Trzon czarniawy z żółto-zieloną, oprószoną powierzchnią zewnętrzną, bocznie spłaszczony, o wysokości do 1,3 cm i średnicy 0,5 cm. Hymenium oliwkowożółte, gładkie lub nieco pomarszczone. Powierzchnia zewnętrzna bladożółtobrązowa do czarniawej, nieco pomarszczona. Miąższ miękki, na grubych skrawkach mikroskopowych brązowawy, ale pojedyncze komórki szkliste.
Cechy mikroskopowe
Strzępki o średnicy 1,6-4 µm z żółtawymi inkrustacjami. Ekscypulum o grubości do 100 µm i zróżnicowanej strukturze, zbudowane z kulistych komórek o średnicy do 12 µm, oraz luźno ułożonych cylindrycznych lub maczugowatych komórek o średnicy do 9 µm. Oba rodzaje komórek często znajdują się w tym samym apotecjum, niemal kuliste komórki znajdują się na dolnej stronie, w górnej części ekscypulum, na górnej części trzonu i w bardziej odsłoniętych miejscach znajdują się nitkowate strzępki, jednak niektóre apotecja zawierają głównie komórki niemal kuliste. Worki 8-zarodnikowe, smukłe, maczugowate, 95–110 × 6–6,5 µm, na wierzchołku wąskocylindryczne, barwiący się na niebiesko w odczynniku Melzera. Parafizy cylindryczne lub nitkowate, o średnicy 2–4,3 µm, z przegrodami i rozgałęzieniami około 50 µm poniżej wierzchołka, z końcówkami szeroko zaokrąglonymi do wrzecionowatych. Askospory szkliste, bladożółte w odczynniku Melzera, cienkościenne, gładkie, cylindryczne do kiełbaskowatych lub nieregularnie wrzecionowate, często z jedną przegrodą (9–)10–14,5(–17) x 2,8–3,5 µm.

## Występowanie i siedlisko
Chlorencoelia versiformis występuje w Ameryce Północnej i Środkowej, Europie, Azji, Australii i na Nowej Zelandii. W Polsce M.A. Chmiel przytacza 7 stanowisk, najstarsze podał Franciszek Błoński w 1889 r. Znajduje się na Czerwonej liście roślin i grzybów Polski. Ma status R– gatunek rzadki, który zapewne w najbliższej przyszłości przesunie się do kategorii zagrożonych wymarciem, jeśli nadal będą działać czynniki zagrożenia.
Grzyb saprotroficzny występujący na martwym drewnie drzew liściastych. Zasiedla drewno mocno już spróchniałe.